# Maieru (gmina)
Maieru – gmina w Rumunii, w okręgu Bistrița-Năsăud. Obejmuje miejscowości Anieș i Maieru. W 2011 roku liczyła 7089 mieszkańców.